# Протесты жён мобилизованных в России
Протесты жён мобилизованных в России — серия пикетов, акций и публичных заявлений родственниц призванных мужчин, которые начались после мобилизации в сентябре 2022 года. Женщины организовывали различные протестных мероприятия в Москве, Санкт-Петербурге, Нальчике, Махачкале, Пензе, Ульяновске, Якутске и других городах. В таких регионах, как Дагестан и Якутия, протесты приобрели массовый характер и сопровождались жёсткими действиями силовиков. Активистки неоднократно сообщали о преследованиях со стороны властей и давлении на их мобилизованных мужей.
Эти протесты стали одной из немногих форм публичного антивоенного движения в стране. Женщины поднимали важные вопросы, связанные с мобилизацией: отсутствие должной подготовки, нехватка обмундирования и медицинских принадлежностей, отсутствие ротаций, использование срочников на передовой и принуждение к подписанию контрактов. Движение женщин стало символом нарастающего недовольства политикой российских властей в условиях военных действий.
Политологи отмечали, что протесты и акции стали сложной проблемой для российских властей, особенно в преддверии президентских выборов 2024 года: они избегают повторной мобилизации, необходимой для ротации военных, но при этом опасаются роста оппозиционных настроений.

## Предыстория
Президент Владимир Путин 21 сентября 2022 года объявил в России мобилизацию, обозначенную как «частичную». Власти заявили о планах призвать в армию 300 тысяч резервистов, которые уже проходили службу и имеют боевой опыт. Однако в официальном указе пункт о числе мобилизованных был засекречен.
Решение о мобилизации вызвало массовые протесты в обществе и побудило многих молодых россиян бежать из страны. Семьи призванных и журналисты сообщали о многочисленных нарушениях и проблемах: отсутствии подготовки и медицинского освидетельствования, неравномерном распределении повесток, отсутствии офицеров среднего звена, нехватке обмундирования и медицинских принадлежностей, а также о плохом питании. В конце октября 2022 года министр обороны Сергей Шойгу объявил о завершении мобилизации, но соответствующий указ подписан не был. Это привело к предположению о продолжении скрытой мобилизации или её новом этапе в будущем.
Власти расчитывали со временем заменить мобилизованных контрактниками, но было открыто заявлено, что мобилизованным придётся воевать до окончания военных действий. Мобилизованным не предоставляется отпуск. В то же время заключённые, подписавшие контракт на участие в военных действиях, служат по 6—18 месяцев и затем выходят на свободу, зачастую совершая новые преступления.

## Ход протестов

### 2022
Протесты женщин проходили в разных городах России, включая Санкт-Петербург, Нальчик, Пензу, Ульяновск, Якутск и другие.
Особенно ожесточённые протесты произошли в Дагестане. В Махачкале 25 сентября полиция и Росгвардия разогнали преимущественно женский митинг. против них применяли слезоточивый газ и пытались насильно затолкать в полицейские машины. На следующий день женщины снова вышли на митинг, который вновь был жёстко разогнан. По данным правозащитников, только в Махачкале за два дня было задержано не менее 250 человек, включая журналистов, освещавших протесты. СМИ сообщали, что «таких ожесточённых протестов в стране не было очень давно».
В Якутии, где мобилизовали около 6 тысяч из 400 тысяч мужчин, оставляя некоторые сёла почти без мужского населения, стихийные протесты женщин собирали до 1,5 тысяч человек. Протестующие сравнивали мобилизацию с геноцидом малых народов из-за ошибок военкоматов и неравномерного распределения повесток по стране. В регионе зафиксированы случаи, когда женщины предлагали дать взятку или покончить с собой, чтобы уберечь мужей и сыновей. Одна из акций протеста в Якутске переросла в мирный хоровод — национальный танец мира и возрождения жизни. Однако власти утверждали, что акция представляла собой благословение якутских мужчин, призванных на фронт. Для разгона демонстраций в регион были направлены московские силовики.
В некоторых случаях протестующие требовали вернуть мужчин с передовой, в других — настаивали на возвращении близких домой из-за болезни или наличия отсрочки. Среди требований, озвученных жёнами и родственниками, были следующие:
- начать переговоры с Украиной;
- отказаться от использования ядерного оружия;
- вывести срочников из Белгородской области;
- разобраться в случаях незаконного призыва или отправки срочников в зону военных действий.

Причинами протестов назывались не только беспокойство о мобилизованных родственниках, но и зависимость женщин от мужчин в таких регионах, как Дагестан, Кабардино-Балкария и Якутия. Из-за неравномерной и интенсивной мобилизации в этих регионах семьи часто оставались без источника дохода.
Женщины сообщали, что их мобилизованные родственники не проходили обучения, их отправляли с «автоматами против танков» и открыто называли пушечным мясом. Это вызвало ещё больше публичных обращений и недовольства. В частности, 14 ноября 20 активисток «Совета жён и матерей» приехали к штабу Западного военного округа в Санкт-Петербурге. Активистки движения публично критиковали провальную тактику военных, регулярно публиковали видео от военнослужащих и пытались добиться приёма в штабе, в Министерстве обороны, администрации президента, правительстве.
Родственницы мобилизованных россиян записывали онлайн-обращения к властям с требованием обеспечить их близких всем необходимым и отвести солдат без подготовки от передовой. Издание «Вёрстка» подсчитало, что за два месяца видеообращения с подобными требованиями записали родственники мобилизованных из 15 российских регионов, наиболее заметными из которых стали приграничные с Украиной Курская и Воронежская области. Матери и жёны белгородских мобилизованных создали петицию, в которой потребовали от властей вернуть домой военных, отправленных в Луганскую область. Многие женщины долго не получали ответа на свои письменные обращения, так как на проверку информации военные структуры давали себе несколько месяцев, или получали формальные отписки.
Власти на местах по-разному реагировали на протесты женщин. Если в Санкт-Петербурге и Нальчике военные и администрация выслушали требования протестующих, то в Якутске 25 сентября полиция задержала 50 из 500 женщин, вышедщих на митинг. Мобилизованные из Ульяновска сообщали, что их отвели от передовой после протестов жён по поводу отсутствия врачебного осмотра и должной подготовки. Активистки «Совета матерей и жён» сообщали о слежке и запугиваниях со стороны силовиков после своих акций.
25 ноября в Москве прошла встреча Владимира Путина с жёнами и матерями мобилизованных. СМИ и активистки отмечали, что женщины были тщательно отобраны чиновниками и проинформированы о правилах поведения. Представительницы «Совета матерей и жён» назвали участниц встречи «карманными» родственницами и утверждали, что Путин «скрывается» от матерей российских солдат.

### 2023
Жёны солдат стали одним из немногих источников открытой критики государства во время войны. СМИ называли их «главной проблемой Кремля» и «самым ярким антивоенным протестом». Женщины сталкивались с угрозами, их вызывали на допросы и преследовали, на их мужей пытались давить. Например, активистки движения «Путь домой» сообщали, что к их мужьям приходили сотрудники ФСБ, которые требовали «передать жене, чтобы она заткнулась». Таким мобилизованным угрожали отправить «в штурм без обратного билета». Одновременно соцсеть «ВКонтакте» начала блокировать посты родственников мобилизованных с требованиями вернуть их домой. Как минимум к шести жительницам Кемеровской области, планировавшим митинг за демобилизацию, 15 ноября пришли полицейские, угрожая обвинениями в экстремизме. В Красноярске помощница депутата, получившая права администратора в чате жён мобилизованных, удалила его из-за призывов к митингу.
Во многих городах страны родственницам мобилизованных отказывали в проведении митингов, но одиночные акции всё же удавалось провести. 7 ноября женщины, организованные проектом «Путь домой», провели акцию в Москве, выйдя с плакатами на митинг КПРФ. Пикет продлился несколько минут и был прерван. В Новосибирске жёнам мобилизованных удалось встретиться с чиновниками в закрытом режиме, но после они заявили, что не верят в возвращение близких с фронта.
За год с начала мобилизации женщины не смогли добиться ограничения срока службы и начали требовать возвращения мужчин с фронта домой. Социальная сеть «ВКонтакте» начала блокировать такие посты, но женщины продолжали направлять запросы президенту, региональным властям и депутатам, получая стандартные ответы. В октябре 2023 года на запрос детского омбудсмена Марии Львовой-Беловой из Генерального штаба пришёл ответ, что установить срок службы мобилизованных невозможно из-за ограниченности ресурсов Минобороны, а также «заботы» о самих семьях мобилизованных — якобы в случае установления срока службы статус мобилизованных изменится, они будут получать зарплату всего в размере 2 тысяч рублей в месяц.
В течение 2023 года движение жён и матерей стало перерастать в более радикальный и политизированный протест. В ноябре 2023 года активистки движения «Путь домой» опубликовали петицию и манифест против «рабства» и «бессрочной мобилизации». Эти документы имели антивоенный характер. Активистки запустили флешмоб с автомобильными наклейками «Vерните мужа, я Zа#балась» и планировали провести автопробег, но акция была пресечена. В марте 2023 года Telegram-канал SOTA опубликовал видео с обращением жён и матерей к президенту, в котором они рассказывают, что их близких заставили присоединиться к штурмовым группам. Власти начали блокировать ресурсы, на которых родственники мобилизованных координировали свои обращения. В соцсети «ВКонтакте» блокировали группы и публикации пользователей с хештегами «#вернёмребят», «#ротация». The Insider сообщал, что губернаторы были проинструктированы «любой ценой купировать протест: уговаривать, обещать, платить».

### 2024
К началу 2024 года, спустя пятнадцать месяцев с начал мобилизации, призванные мужчины продолжали оставаться на фронте. Матери, жёны и дочери таких военных продолжали пикетировать и призывать власти к демобилизации. Организаторам неоднократно отказывали в проведении демонстраций, они сообщали о запугиваниях и ограничениях.
С января родственницы мобилизованных, надев белые платки в знак мирного протеста, еженедельно возлагали цветы к Могиле Неизвестного Солдата у стен Кремля. В феврале на акции жён мобилизованных в Москве было задержано около 20 человек из примерно 200 участников. Накануне президентских выборов 15—17 марта жены и матери мобилизованных публиковали в телеграм-канале стратегии смены власти в России, призывали участвовать в акции «Полдень против Путина». В начале июня около 20 жён и матерей мобилизованных встали на колени перед зданием Министерства обороны, требуя ограничить сроки службы мобилизованных и вернуть их родственников с фронта. В июле они также провели сидячую забастовку у здания ведомства.

## Активисты

### Движения за демобилизацию
Один из крупнейших Telegram-каналов жён мобилизованных, «Путь домой», был создан 20 августа 2023 года. За семь месяцев в него вступили более 65 тысяч человек, поддерживающих идею полной демобилизации в стране. Основательницей движения стала москвичка Мария Андреева, чей муж был мобилизован. Изначально активистки не выступали открыто против войны, но после игнорирования со стороны властей они начали открыто ставить политику президента под сомнение. Поводом для этого стало заявление председателя парламентского комитета по обороне Андрея Картаполова, что ротации войск на Украине не планируется. С ноября 2023 года активистки этой группы активно проводили одиночные и массовые пикеты, сталкиваясь с давлением со стороны полиции. В начале декабря 2023 года их канал подвергся массированной атаке ботов и сторонников войны, которые утверждали, что за действиями женщин стоят сотрудники Фонда борьбы с коррупцией, пытающиеся спровоцировать протесты в России. 31 мая 2024 года Министерство юстиции объявило движение «иностранным агентом».
28 сентября 2022 года общественное объединение «Общенародный союз возрождения России» объявило о создании «Всероссийского совета матерей» (позднее — «Совет матерей и жён»). Совет возглавила Ольга Цуканова, давняя сторонница Светланы Пеуновой и мать срочника, которого в части принуждали подписать контракт. К ноябрю 2022 года к Совету, предположительно, присоединились несколько тысяч женщин из всех 85 регионов России. Участницы выступали против нарушений, связанных с мобилизацией и срочной службой, а также призывали к мирным переговорам и прекращению военных действий. Они требовали от Минобороны провести круглый стол о проблемах мобилизованных, координировали поиски погибших и борьбу с произволом. Работу активисток освещали телеканал «Дождь», издания «Бумага», «Новая газета» и другие. 27 ноября 2022 года страница объединения «ВКонтакте» была заблокирована по требованию Генпрокуратуры РФ. В январе 2023 года Цуканову задержали в аэропорту, когда она пыталась передать в прокуратуру жалобы от 700 матерей пленных и пропавших без вести российских солдат. В мае 2024 года Цуканова и Совет были объявлены «иностранными агентами». В конце июля Цуканова заявила, что из-за нового статуса Совет матерей и жён прекращает работу.
До 20 ноября 2023 года действовала группа «Вернём ребят», насчитывавшая до 30 тысяч участников. Её администратор, Ольга Кац, пыталась наладить диалог с властями, стремясь убедить чиновников установить определённый срок службы для мобилизованных. Летом 2023 года совместно с подписчиками она составила обращение в приёмную Владимира Путина и встречалась с чиновниками разного уровня. Однако Кац прекратила вести канал после известия о гибели её брата на фронте.
Кроме родственников мобилизованных, в протестах активно участвовали представительницы Феминистского антивоенного сопротивления (ФАС). Активистки признавали, что власти фактически криминализировали антивоенную деятельность, поэтому они адаптировали свои акции, чтобы избежать наказания. Например, они проводили молчаливые пикеты или держали плакаты с призывами к миру, тщательно избегая использования слова «война. В апреле 2024 ФАС было признано „нежелательной организацией“, более 100 её активистов столкнулись с различными формами преследования».
Комитет солдатских матерей сообщал, что получал обращения от матерей с начала войны. Ответственный секретарь Союза комитетов солдатских матерей России Валентина Мельникова признавала, что «законы умерли на время мобилизации».

### Провластные объединения
Чтобы дискредитировать недовольных мобилизацией, власти и пропагандисты распространяли истории о «правильных» жёнах и родственниках, которые поддерживают войну и политику Владимира Путина. Такие движения, как «Катюша», критиковали протестующих против мобилизации, а также призывали женщин «не поддаваться на провокации» и не участвовать в протестах. Журналистам не удалось выяснить, являются ли активистки этого движения реальными родственниками мобилизованных. Одним из источников финансирования движения выступает Институт развития интернета.
Кроме того, в 2023 году партия «Единая Россия» запустила проект «Женское движение», целью которого якобы стала защита прав женщин. Однако участницы этого движения активно поддерживают войну на Украине, организуют сборы помощи военным и проводят региональные акции. Предполагается, что финансирование организация получает из партийного бюджета.

## Реакция в обществе
Политологи считали, что протесты жён и матерей мобилизованных поставили власти в затруднительное положение. Те не могли позволить мобилизованным вернуться домой из-за угрозы нехватки войск, но также опасались роста оппозиционных настроений из-за отсутствия ротации. Протесты родственниц военных могли спровоцировать нежелательные волнения перед президентскими выборами 2024 года.
По мнению политолога Екатерина Шульман, матерям и жёнам мобилизованных предоставлены свободы, которых нет у других протестующих: «Нельзя избивать группу женщин, особенно женщин, чьи мужья находятся на передовой». По её словам, с начала кампании женщин за прекращение войны, результаты опросов показали спад поддержки конфликта. Предположительно, к концу 2023 года основная база сторонников войны сократилась до 10—12 %. Старший научный сотрудник Евразийского центра Карнеги в Москве также называл движение «деликатным делом для Кремля», так как многие из этих женщин принадлежат к основной базе поддержки Путина.
Оппозиционные кандидаты в президенты Екатерина Дунцова и Борис Надеждин выразили поддержку жёнам мобилизованных. Надеждин, после встречи с жёнами и матерями, заявил, что они способны изменить общественное мнение и повлиять на будущее войны. Политик Максим Кац также призывал поддержать петицию «Путь домой». Хотя он и полагал, что российские власти вряд ли пойдут на уступки протестующим жёнам, опасаясь, что другие женщины также начнут призывать мужчин оставаться дома.
Родственники мобилизованных жаловались на давление как со стороны провластных объединений, так и радикальных оппозиционеров. Пропагандисты публично обвиняли протестующих женщин в сотрудничестве с «Западом» и Украиной, тогда как некоторые оппозиционеры критиковали их за то, что они не выступили в поддержку Украины и не потребовали прямого прекращения войны. Требования о возвращении мобилизованных вызывали напряжение среди россиян, опасавшихся новой волны мобилизации.
19 марта 2024 года российские власти не продлили визу корреспонденту испанской газеты El Mundo Ксавье Коласу и предписали ему покинуть страну в течение суток. Журналист уехал из России на следующий день. Ранее к нему домой в Москве приходила полиция с предупреждением прекратить писать о протестах жён военных. Газета называла эти акции «одним из немногих видимых признаков недовольства войной».
Социологи предполагали, что возвращение мужчин с посттравматическим стрессовым расстройством приведёт к росту домашнего насилия и усилению волнений среди жён мобилизованных. Параллельно, недовольство ростом числа погибших будет подталкивать вдов требовать положенные компенсации семьям погибших.